# 全国門前町サミット
全国門前町サミット（ぜんこくもんぜんまちサミット）は、日本全国の神社仏閣を中心に発展してきた門前町・鳥居前町を有する自治体・観光協会・商業関係者などが集まり、地域活性・街作り推進のため開催する会議。

## 沿革
1998年（平成10年）に千葉県成田市が提唱し、同市にて第1回全国門前町サミットが開催された。
2004年の第7回サミットまでは毎年開催されていたが、全国的な市町村合併（平成の大合併）などにより開催地が決定出来ず、2005年以降は開催されなかった。
次回開催が危ぶまれたが、4年の間を経て、2008年に第8回サミットが岐阜県海津市で開催された。
その後、2012年以降は毎年開催されており、2017年に第15回サミット開催の福岡県福津市まで引き継がれている。
しかし、2018年以降は再び開催されていない。

### 開催年譜
| 回     | 開催年             | 場所                   | 参加自治体数 |
| ------ | ------------------ | ---------------------- | ------------ |
| 第1回  | 1998年（平成10年） | 千葉県成田市           | 35市町村     |
| 第2回  | 1999年（平成11年） | 三重県伊勢市           |              |
| 第3回  | 2000年（平成12年） | 宮城県塩竈市           |              |
| 第4回  | 2001年（平成13年） | 島根県簸川郡大社町     | 28市町村     |
| 第5回  | 2002年（平成14年） | 千葉県安房郡天津小湊町 | 21市町村     |
| 第6回  | 2003年（平成15年） | 山形県東田川郡羽黒町   | 18市町村     |
| 第7回  | 2004年（平成16年） | 岐阜県揖斐郡谷汲村     |              |
| 第8回  | 2008年（平成20年） | 岐阜県海津市           | 19市町村     |
| 第9回  | 2010年（平成22年） | 長野県木曽郡大桑村     | 12市町村     |
| 第10回 | 2012年（平成24年） | 福島県河沼郡柳津町     | 20市町村     |
| 第11回 | 2013年（平成25年） | 新潟県西蒲原郡弥彦村   | 15市町村     |
| 第12回 | 2014年（平成26年） | 香川県仲多度郡琴平町   | 27市町村     |
| 第13回 | 2015年（平成27年） | 大分県宇佐市           | 13市町村     |
| 第14回 | 2016年（平成28年） | 奈良県生駒郡斑鳩町     | 24市町村     |
| 第15回 | 2017年（平成27年） | 福岡県福津市           | 13市町村     |

## 参加団体（過去の参加も含む）

### 東北地方
山形県
- 鶴岡市（鶴岡市、東田川郡：櫛引町･羽黒町）
- 寒河江市
- 庄内町（東田川郡：立川町）

岩手県
- 西磐井郡：平泉町

宮城県
- 塩竈市

福島県
- 河沼郡：柳津町

### 関東地方
栃木県
- 日光市

茨城県
- 笠間市
- 鹿嶋市

群馬県
- 太田市

千葉県
- 成田市
- 鴨川市（鴨川市、安房郡：天津小湊町）
- 館山市
- 南房総市（安房郡：千倉町･丸山町）

東京都
- 八王子市

神奈川県
- 川崎市

### 中部地方
新潟県
- 西蒲原郡：弥彦村

山梨県
- 南巨摩郡：身延町

長野県
- 木曽郡：大桑村

静岡県
- 静岡市
- 富士宮市

岐阜県
- 揖斐郡：揖斐川町
- 海津市

愛知県
- 豊川市

福井県
- 吉田郡：永平寺町

### 近畿地方
滋賀県
- 犬上郡：多賀町

奈良県
- 奈良市
- 生駒郡：斑鳩町

三重県
- 桑名市
- 津市
- 伊勢市（伊勢市、度会郡：二見町）
- 多気郡：多気町（多気郡：多気町・勢和村）

和歌山県
- 東牟婁郡：那智勝浦町
- 伊都郡：高野町

### 四国地方
香川県
- 仲多度郡：琴平町

### 中国地方
島根県
- 出雲市

### 九州地方
福岡県
- 福津市

大分県
- 宇佐市